# Bulbine lavrani
Bulbine lavrani là một loài thực vật có hoa trong họ Thích diệp thụ. Loài này được G.Will. & Baijnath miêu tả khoa học đầu tiên năm 1999.